# Las tardes de Cuatro
Las tardes de Cuatro fue un programa de tarde que se emitía en la cadena de televisión Cuatro. Se trataba de un magacín presentado por Marta Fernández, que contaba con varias tertulias y análisis acerca de la información diaria con su mesa de debate, donde distintos periodistas discutían los temas relacionados con la jornada. El formato tenía cabida en la programación diaria del canal de lunes a viernes con una duración aproximada de 60 minutos.

## Historia
Las tardes de Cuatro comenzaron sus emisiones el 1 de octubre de 2012 con 1 hora de emisión como telonero de Noticias Cuatro 2. Aunque el nombre del programa siempre ha sido el mismo, el programa también era conocido al principio como La tarde de Noticias Cuatro.
En cuanto al formato, su permanencia de emisión fue de mes y medio en dicho canal, sustituyendo al coach de adiestramiento Malas pulgas. Su etapa en Cuatro finalizó el 23 de noviembre de 2012, que tras no conseguir las expectativas de la audiencia, fue reemplazado por un nuevo formato, Te vas a enterar.

## Equipo técnico

### Presentadores
- Marta Fernández

### Colaboradores
Actualidad política
- Pilar García de la Granja

## Audiencias
| Temporada | Temporada | Episodios | Estreno              | Final                   | Audiencia media | Audiencia media | Audiencia media |
| Temporada | Temporada | Episodios | Estreno              | Final                   | Espectadores    | Cuota           |                 |
| --------- | --------- | --------- | -------------------- | ----------------------- | --------------- | --------------- | --------------- |
|           | 1         | 34        | 1 de octubre de 2012 | 23 de noviembre de 2012 | 243 000         | 2,3%            |                 |

| Programas emitidos. (Evolución semanal) | Programas emitidos. (Evolución semanal) | Programas emitidos. (Evolución semanal) | Programas emitidos. (Evolución semanal) | Programas emitidos. (Evolución semanal) |
| Programa                                | Fecha                                   | Espectadores                            | Cuota de pantalla                       |                                         |
| --------------------------------------- | --------------------------------------- | --------------------------------------- | --------------------------------------- | --------------------------------------- |
| 01                                      | 1 de octubre de 2012                    | 139 000                                 | 1,6%                                    |                                         |
| 02                                      | 2 de octubre de 2012                    | 159 000                                 | 1,8%                                    |                                         |
| 03                                      | 3 de octubre de 2012                    | 161 000                                 | 1,9%                                    |                                         |
| 04                                      | 5 de octubre de 2012                    | 121 000                                 | 1,5%                                    |                                         |
| 05                                      | 8 de octubre de 2012                    | 201 000                                 | 2,4%                                    |                                         |
| 06                                      | 9 de octubre de 2012                    | 215 000                                 | 2,5%                                    |                                         |
| 07                                      | 10 de octubre de 2012                   | 258 000                                 | 2,9%                                    |                                         |
| 08                                      | 11 de octubre de 2012                   | 222 000                                 | 2,7%                                    |                                         |
| 09                                      | 15 de octubre de 2012                   | 179 000                                 | 1,9%                                    |                                         |
| 10                                      | 16 de octubre de 2012                   | 306 000                                 | 3,2%                                    |                                         |
| 11                                      | 17 de octubre de 2012                   | 217 000                                 | 2,3%                                    |                                         |
| 12                                      | 19 de octubre de 2012                   | 199 000                                 | 2,0%                                    |                                         |
| 13                                      | 22 de octubre de 2012                   | 177 000                                 | 1,8%                                    |                                         |
| 14                                      | 23 de octubre de 2012                   | 210 000                                 | 2,2%                                    |                                         |
| 15                                      | 24 de octubre de 2012                   | 135 000                                 | 1,3%                                    |                                         |
| 16                                      | 26 de octubre de 2012                   | 217 000                                 | 2,1%                                    |                                         |
| 17                                      | 29 de octubre de 2012                   | 273 000                                 | 2,5%                                    |                                         |
| 18                                      | 30 de octubre de 2012                   | 330 000                                 | 2,7%                                    |                                         |
| 19                                      | 31 de octubre de 2012                   | 220 000                                 | 2,2%                                    |                                         |
| 20                                      | 5 de noviembre de 2012                  | 245 000                                 | 2,2%                                    |                                         |
| 21                                      | 6 de noviembre de 2012                  | 260 000                                 | 2,2%                                    |                                         |
| 22                                      | 7 de noviembre de 2012                  | 256 000                                 | 2,1%                                    |                                         |
| 23                                      | 8 de noviembre de 2012                  | 362 000                                 | 3,1%                                    |                                         |
| 24                                      | 9 de noviembre de 2012                  | 331 000                                 | 2,9%                                    |                                         |
| 25                                      | 12 de noviembre de 2012                 | 302 000                                 | 2,6%                                    |                                         |
| 26                                      | 13 de noviembre de 2012                 | 248 000                                 | 2,1%                                    |                                         |
| 27                                      | 14 de noviembre de 2012                 | 461 000                                 | 3,7%                                    |                                         |
| 28                                      | 15 de noviembre de 2012                 | 342 000                                 | 3,2%                                    |                                         |
| 29                                      | 16 de noviembre de 2012                 | 280 000                                 | 2,5%                                    |                                         |
| 30                                      | 19 de noviembre de 2012                 | 241 000                                 | 2,1%                                    |                                         |
| 31                                      | 20 de noviembre de 2012                 | 207 000                                 | 1,8%                                    |                                         |
| 32                                      | 21 de noviembre de 2012                 | 228 000                                 | 2,0%                                    |                                         |
| 33                                      | 22 de noviembre de 2012                 | 264 000                                 | 2,4%                                    |                                         |
| 34                                      | 23 de noviembre de 2012                 | 304 000                                 | 2,8%                                    |                                         |

## Datos de audiencias
- Récord de cuota de pantalla: emitido el miércoles 14 de noviembre de 2012, con un 3,7%.
- Récord de espectadores:  emitido el miércoles 14 de noviembre de 2012, con 461.000 espectadores.
- Mínimo de cuota de pantalla:  emitido el miércoles 24 de octubre de 2012, con un 1,3%.
- Mínimo de espectadores: emitido el viernes 5 de octubre de 2012, con 121.000 espectadores.